# Péter Szőke
Péter Szőke (Budapest, 8 agosto 1947 – 28 luglio 2022) è stato un tennista ungherese.

## Carriera
Nel circuito maggiore raggiunse una finale in singolare e quattro in doppio. Nel 1971, al torneo di Amburgo superò il primo turno senza giocare grazie al forfait di Wilhelm Bungert. Il primo match effettivamente disputato lo vide superare in quattro set un altro giocatore di casa, Ingo Buding. Negli ottavi riuscì a spuntarla in cinque set su Nikola Pilić. Nei quarti dovette nuovamente ricorrere alla quinta partita per piegare István Gulyás. In semifinale sconfisse in quattro set Jan Kodeš, che un mese più tardi avrebbe vinto il singolare a Wimbledon. Nella sua unica finale in carriera fu dominato da Andrés Gimeno (3-6, 2-6, 2-6).
Nel 1973 giunse nei quarti di finale agli Internazionali d'Italia, eliminando il trentanovenne Nicola Pietrangeli, John Newcombe, Colin Dibley e, negli ottavi, Martin Mulligan. A interrompere il suo cammino fu Manuel Orantes, che si impose in due set col punteggio di 6-4, 6-2. Il 23 agosto del 1973 raggiunse la sua migliore posizione nella classifica mondiale al nº 47.
Dal 1967 al 1983 Szőke partecipò a 27 sfide di Coppa Davis in rappresentanza della nazionale ungherese, con un bilancio di nove vittorie e quindici sconfitte in singolare e diciassette vittorie e sei sconfitte in doppio. Nel 1976 la sua nazionale raggiunse la finale europea, dove fu sconfitta dall'Unione Sovietica, impresa replicata nel 1978 grazie alla vittoria in semifinale sull'Italia di Adriano Panatta e Corrado Barazzutti. L'Ungheria fu poi sconfitta dalla Svezia. Negli anni 1980 giocò soltanto le sfide di doppio, raggiungendo altre tre finali europee, tutte perse, contro Spagna (1981), Danimarca (1982) e Iugoslavia (1983).

## Singolare - Finali (1)
| Risultato | N°. | Data | Torneo            | Superficie  | Avversario in finale | Punteggio     |
| --------- | --- | ---- | ----------------- | ----------- | -------------------- | ------------- |
| Finalista | 1.  | 1971 | Amburgo, Germania | Terra rossa | Andrés Gimeno        | 3–6, 2–6, 2–6 |

## Doppio - Finali (4)
| Risultato | N°. | Data | Torneo          | Superficie  | Compagno         | Avversari in finale               | Punteggio     |
| --------- | --- | ---- | --------------- | ----------- | ---------------- | --------------------------------- | ------------- |
| Finalista | 1.  | 1973 | Calgary, Canada | Sintetico   | Szabolcs Baranyi | Mike Estep Ilie Năstase           | 7–6, 5–7, 3–6 |
| Finalista | 2.  | 1976 | Firenze, Italia | Terra rossa | Balázs Taróczy   | Colin Dibley Carlos Kirmayr       | 7–5, 5–7, 5–7 |
| Finalista | 3.  | 1978 | Båstad, Svezia  | Terra rossa | Balázs Taróczy   | Bob Carmichael Mark Edmondson     | 5–7, 4–6      |
| Finalista | 4.  | 1979 | Linz, Austria   | Cemento (i) | Szabolcs Baranyi | Patrice Dominguez Gilles Moretton | 1–6, 4–6      |